# 켈빈 히메네스
켈빈 로젤리오 히메네스(Kelvin Rogelio Jiménez, 1980년 10월 27일 ~ )은 도미니카 공화국의 야구 선수이다.

## 프로 야구 선수 시절

### 메이저 리그 시절
전 MLB 세인트루이스 카디널스의 선수이다.

### 한국프로야구 시절
2010년 1월 3일 두산 베어스와 계약을 체결했다. 2010년 14승 6패를 기록하여 두산에서 꽤 괜찮은 활약을 벌여 두산에서 재계약하려고 했으나, 그는 일본행을 강력히 원하여 재계약에 실패했다. 차기 시즌에는 그를 대신하여 더스틴 니퍼트가 영입되었다.

### 일본프로야구 시절
2010년 12월 7일, 일본 프로 야구 도호쿠 라쿠텐 골든이글스와 계약 기간 2년의 조건으로 이적했다. 라쿠텐에서 등록명은 "켈빈"이라 정했다.
2011년 8월 13일 지바 롯데 마린스전에서 4피안타 2사사구 1실점으로 일본 프로 야구 첫 승을 거두었다.

### 한국 프로 야구 복귀
2012년 시즌 후 라쿠텐에서 재계약에 실패하고 2013년 1월 6일 3년 만에 두산 베어스에 복귀하기로 했으나 팔 부상으로 인해 재입단에 실패했다.

## 참조
1. ↑  두산, ML 출신 개릿 올슨 영입…히메네스 복귀 무산, 《마이데일리》